# Laura Harvey
Laura Harvey (* 15. Mai 1980 in Nuneaton) ist eine ehemalige englische Fußballspielerin und heutige -trainerin, die seit der Saison 2018 das Franchise des Utah Royals FC in der National Women’s Soccer League trainiert.

## Karriere

### Spieler
Harvey spielte in ihrer Jugend sechs Jahre lang für die Frauenfußballabteilung von Coventry City. Danach war sie für die Wolverhampton Wanderers und den Birmingham City LFC aktiv, ehe sie ihre Spielerkarriere im Alter von 22 Jahren nach einem Kreuzbandriss beendete.

### Trainer

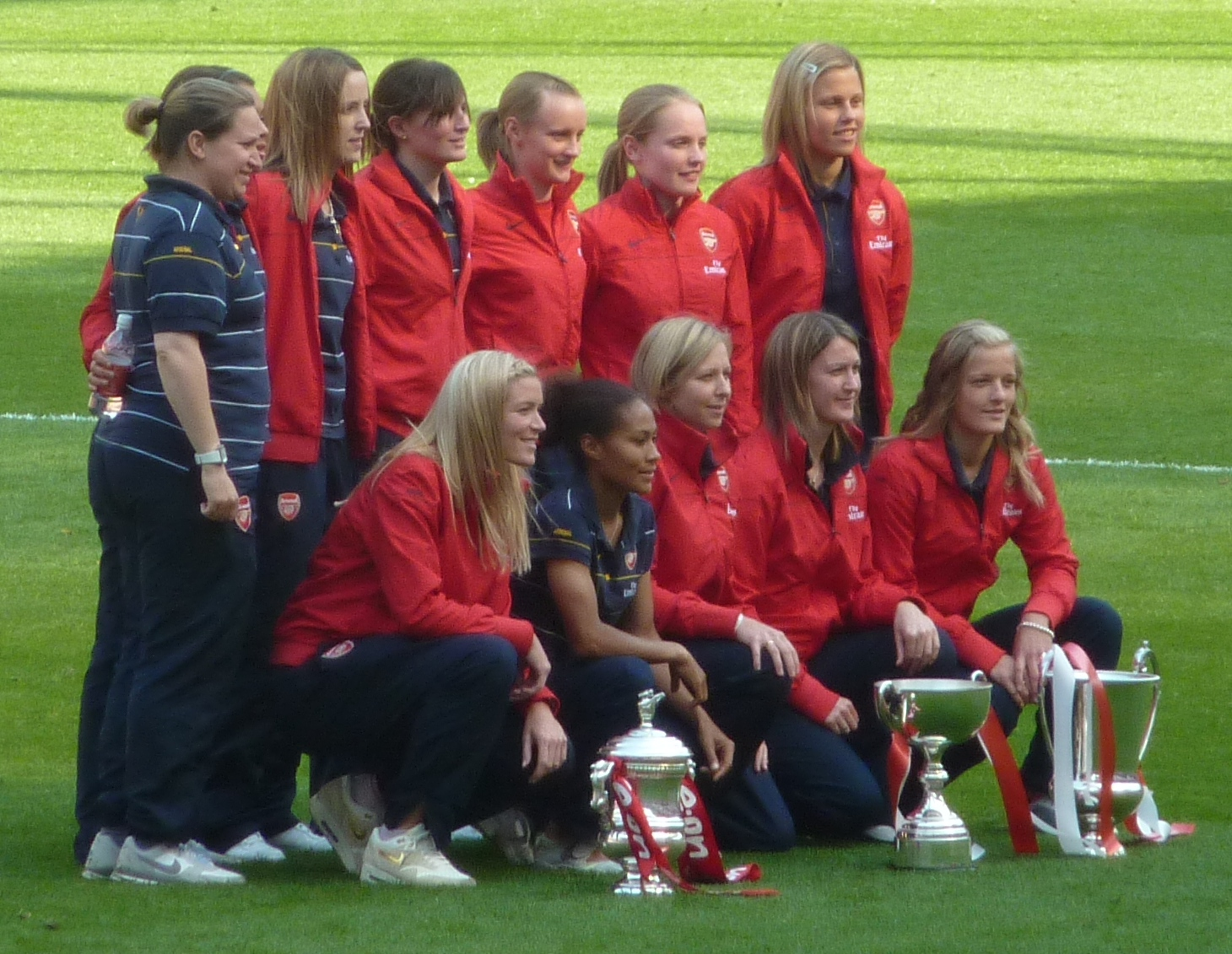
Harvey (stehend, links) als Trainerin des Arsenal LFC (2009)

Harvey wechselte daraufhin in den Trainerstab des Birmingham City LFC, wo sie bis 2006 als Co-Trainerin und die folgenden beiden Jahre als Cheftrainerin tätig war. Parallel dazu betreute sie zwischen 2005 und 2011 verschiedene Jugendnationalmannschaften des Englischen Fußballverbandes als Co-Trainerin. Im Jahr 2010 wurde Harvey Cheftrainerin des Serienmeisters Arsenal LFC, mit dem sie von 2010 bis 2012 drei Mal in Folge die Meisterschaft in der FA Women’s Premier League beziehungsweise ab 2011 in der FA WSL erringen konnte. Zudem gewann sie mit Arsenal im Jahr 2011 den FA Women’s Cup.
Zur Premierensaison 2013 der National Women’s Soccer League wechselte Harvey zum Seattle Reign FC. Mit Seattle schloss sie die Spielzeiten 2014 und 2015 als erstplatzierte Mannschaft ab, unterlag aber im Finale der Play-offs jeweils dem FC Kansas City.
Im März 2017 betreute Harvey kurzzeitig die U-23-Nationalmannschaft der Vereinigten Staaten und nahm mit ihr am Viernationenturnier in La Manga teil.
Am 27. November 2017 verkündete das neue NWSL-Franchise Utah Royals FC die Verpflichtung von Harvey als Trainerin.

## Erfolge
- 2010: Meisterschaft in der FA Women’s Premier League (Arsenal LFC)
- 2011, 2012: Meisterschaft in der FA WSL (Arsenal LFC)
- 2011: Gewinn des FA Women’s Cup (Arsenal LFC)